# Народный комиссариат почт и телеграфов РСФСР
Наро́дный комиссариа́т почт и телегра́фов РСФСР (сокращённо НКПТ, НКПиТ, Наркомпочтель РСФСР) — c 1917 по 1923 год почтово-телеграфное ведомство Советской России. Будучи центральным органом государственного управления РСФСР, комиссариат отвечал за организацию и деятельность различных видов связи, включая почту и телеграф.

## Краткая история
Образован 25 октября 1917 года, в результате Октябрьской революции, первоначально как Министерства почт и телеграфов Временного правительства России и первоначально имел структуру последнего; переименован в Народный комиссариат 25/12 февраля 1918 года (первая печать была с двуглавым орлом без герба и почтовой эмблемой).
В дальнейшем комиссариат был подвергнут реорганизации на основе декрета «Об организации управления почтово-телеграфным делом Советской Республики», подписанного 16 марта 1918 года В. И. Лениным и В. Н. Подбельским[≡]. Согласно декрету были упразднены должности начальников почтово-телеграфных округов, почт-директоров, начальников управлений телеграфов и т. д. Вместо них руководителями почтово-телеграфного округов назначались комиссары, которые утверждались НКПТ из кандидатов, выдвинутых местными органами Советской власти.
Выступая на заседании ВЦИК 29 апреля 1918 года, В. И. Ленин отмечал:
Социализм без почты, телеграфа, машин — пустейшая фраза.
| |
| Марка СССР (1958) с цитатой Ленина из выступления от 29 апреля 1918 года (ЦФА [АО «Марка»] № 2209) |

В 1918—1922 годах управление почтово-телеграфным делом на местах осуществлялось отделами связи губисполкомов, которых к 1922 году насчитывалось 86.
Однако 7 сентября 1922 года вышел Декрет ВЦИК, который восстановил 20 окружных управлений связи и наделил их финансовой и административной самостоятельностью в руководстве работой всех предприятий связи на территории данного округа.
После образования СССР и утверждения 6 июля 1923 года первой Конституции СССР НКПТ РСФСР был преобразован в Народный комиссариат почт и телеграфов СССР.

## Наркомы почт и телеграфов РСФСР
Эту должность в разные годы занимали:
- 26 октября (8 ноября) 1917 — 9 (23) декабря 1917 — Николай Павлович Авилов-Глебов;
- 9 (23) декабря 1917 — 18 марта 1918 — Прош Перчевич Прошьян;
- 11 апреля 1918 — 25 февраля 1920 — Вадим Николаевич Подбельский[≡];
- 24 марта 1920 — 26 мая 1921 — Артемий Моисеевич Любович (исполняющий обязанности);
- 26 мая 1921 — 6 июля 1923 — Валериан Савельевич Довгалевский.

## Печатный орган
В 1917—1919 году при наркомате издавался ведомственный орган — «Почтово-телеграфный журнал».